# Cloverdale (California)
Cloverdale, fundada en 1872 es una ciudad ubicada en el condado de Sonoma en el estado estadounidense de California. En el año 2000 tenía una población de 6,831 habitantes y una densidad poblacional de 1,045.7 personas por km².

## Geografía
Cloverdale se encuentra ubicada en las coordenadas 38°47′57″N 123°1′2″O / 38.79917, -123.01722. Según la Oficina del Censo, la ciudad tiene un área total de 6,5 km² (2,5 mi²), de la cual 6,5 km² (2,5 mi²) es tierra y 0 km² (0 mi²) (0%) es agua.

## Demografía
Según la Oficina del Censo en 2000 los ingresos medios por hogar en la localidad eran de $42,309, y los ingresos medios por familia eran $50,000. La renta per cápita para la localidad era de $19,750. Los hombres tenían unos ingresos medios de $40,036 frente a los $26,610 para las mujeres. Alrededor del 10.4% de la población estaban por debajo del umbral de pobreza.